# Личфилд
Личфилд (Lichfield) — старинный город в английском графстве Стаффордшир со статусом сити, северный пригород Бирмингема. Население — 32 219 человек (по данным на 30 января 2013 года).
В 3 милях от Личфилда археологи раскопали кельтско-римское поселение Летоцетум, через которое в античности проходила Уотлинг-стрит. В переводе с местного кельтского наречия этот топоним означал «серый лес».
Название «Личфилд» впервые появляется у Беды для обозначения места, где проживали мерсийские епископы. В 786 г. по настоянию короля Оффы папа Адриан I даровал местному епископу статус архиепископа. После смерти Оффы архиепископская кафедра вернулась в Кентербери.
В 1075—1147 годах епископская кафедра была перенесена из Личфилда сначала в Честер, а потом в Ковентри. По возвращении в Личфилд епископы развернули строительство готического собора с тремя шпилями, который считается самым миниатюрным из аналогичных сооружений Англии. Возведение Личфилдского собора было закончено в 1330-е годах.
Во второй половине XVIII века Личфилд переживал второй расцвет в связи с расположением на перепутье нескольких трактов. Тогда здесь поселились натуралист Эразм Дарвин и актёр Дэвид Гаррик. В Личфилде родился друг Гаррика — лексикограф Сэмюэл Джонсон (в его доме сейчас музей). В 1790-е годах через город был проведён Личфилдский канал (ныне заброшенный).
Титул графа Личфилдского (Earl of Lichfield) в 1645—72 годах носил Чарльз Стюарт, герцог Ричмондский, в 1674—1776 годах — представители семейства Ли, с 1831 года — представители семейства Ансонов. Их резиденция, Шагборо-холл, находится на некотором удалении от города.